# Мукашева, Маргарита Евгеньевна
Маргарита Евгеньевна Мукашева (урожд. Мацко) (род. 4 января 1986) — казахстанская легкоатлетка (бег на 800 м, эстафета 4×400 метров), мастер спорта Республики Казахстан международного класса (2008).

## Биография
М. Е. Мацко родилась в с. Новопокровка Северо-Казахстанской области. В 14 лет начала заниматься лёгкой атлетикой. Закончила Петропавловскую специализированную школу-интернат для детей одаренных в спорте.
Выступает за «Вооружённые Силы» (Петропавловск). Тренируется у П. Н. Литвиненко и А. Н. Бычаева.
Призёр четырех чемпионатов Азии. Чемпион Азиатских игр 2010 года и Азиатских игр в помещении 2009 года. Была победителем и призёром нескольких международных турниров.
Выиграла лицензию на лондонскую Олимпиаду-2012. В первом раунде показала время 2:02,12. Это позволило пройти в полуфинал. В полуфинале, показав рекордное для себя время 1:59,20, она оказалась 11-й и завершила соревнования.
В 2013 году с национальным рекордом 1:58,96 стала чемпионкой летней Универсиады в Казани.
На чемпионате мира 2013 года в Москве была лишь 26-й.

## Лучшие результаты
| Дисциплина                 | Результат | Место  | Дата       |
| -------------------------- | --------- | ------ | ---------- |
| бег на 800 м               | 1:58,96   | Казань | 08.07.2013 |
| бег на 800 м (в помещении) | 2:03,06   | Ханой  | 02.11.2009 |

## Награды
- Почётный знак «За заслуги в развитии физической культуры, спорта и туризма» (26 ноября 2015 года, Межпарламентская ассамблея СНГ) — за значительный вклад в развитие физической культуры, спорта и туризма в государствах — участниках Содружества Независимых Государств, реализацию идей сотрудничества в сфере физической культуры, спорта и туризма[1]

## Ссылка
- Маргарита Мацко на сайте IAAF.